# Podsabotin
Podsabotin este o localitate din comuna Brda, Slovenia, cu o populație de 189 de locuitori.